# (27924) 1997 AZ10
1997 أي زد 10 (ويعرف أيضًا باسم (27924) 1997 أي زد 10 وفق تسمية الكوكب الصغير) (بالإنجليزية: 1997 AZ10)‏ هو كويكب ضمن حزام الكويكبات؛ وترتيبه 27924 من حيث الاكتشاف.
اكتُشف هذا الجُرم الفلكي بواسطة Dennis di Cicco ‏ في 9 يناير 1997.

## وصلات خارجية
- (27924) 1997 AZ10 في قاعدة بيانات مختبر الدفع النفاث لأجرام النظام الشمسي الصغيرة

- الاكتشاف · مخطط المدار ·  العناصر المدارية · المعلمات المادية

- (27924) 1997 AZ10 على موقع ويكي سكاي: DSS2, SDSS, GALEX, IRAS, Hydrogen α, X-Ray, Astrophoto, Sky Map, Articles and images